# Brezovec, Cirkulane
Brezovec este o localitate din comuna Cirkulane, Slovenia, cu o populație de 169 de locuitori.